# 양양국제공항
양양국제공항(襄陽國際空港, 영어: Yangyang International Airport, IATA: YNY, ICAO: RKNY)은 강원특별자치도 양양군 손양면 동호리와 학포리에 위치한 국제공항이자 파라타항공의 허브공항으로 대한민국의 공항 중 유일하게 수복지구에 위치하고 있는 공항이다.

## 연혁

### 1980년대
- 1986년 : 영동,호남권 신국제공항 건설 추진 (무안국제공항, 양양국제공항 건설지 내정)

### 1990년대
- 1994년 : 기본조사 설계완료
- 1997년 : 양양국제공항 기공

### 2000년대
- 2001년 : 양양국제공항 완공
- 2002년
  - 양양국제공항 개항 (강릉공항, 속초공항 기능통합)
  - 아시아나항공, 서울(김포) 노선 단항
- 2004년
  - 대한항공, 서울(김포) 노선 단항
  - 중국동방항공, 상하이(푸동) 노선 단항
- 2006년 : 제주항공, 서울(김포) 신규취항
- 2007년 : 제주항공, 서울(김포) 노선 단항
- 2008년 : 대한항공, 부산 노선 단항
- 2009년
  - 코리아 익스프레스 에어, 서울(김포) 노선 시범운항 및 신규취항
  - 코리아 익스프레스 에어, 부산 노선 시범운항 및 신규취항

### 2010년대
- 2010년 : 이스트아시아에어라인, 부산 노선 신규취항
- 2011년
  - 트랜스아시아 항공, 타이베이(타오위안) 전세기 취항[1]
  - 현대 면세점 개장
  - 이스트아시아에어라인, 부산 노선 단항
  - 이스트아시아에어라인, 울산 노선 신규취항
- 2012년
  - 이스트아시아에어라인, 울산 노선 단항
  - 중국남방항공, 하얼빈 전세기 취항[2]
  - 부흥항공, 타이페이(타오위안) 전세기 운항종료[3]
  - 코리아 익스프레스 에어, 광주, 부산, 서울(김포) 신규취항[4]
  - 중국남방항공, 다롄 노선 신규취항
- 2013년
  - 준야오 항공, 상하이(푸동) 노선 신규취항
- 진에어, 상하이(푸동) 노선 신규취항[5]
- 2016년
  - 진에어, 상하이(푸동) 노선 단항[6]
  - 코리아 익스프레스 에어, 기타큐슈 정기 전세노선 및 제주 노선 신규취항
- 2018년
  - 아시아나항공, 원산 임시 전세기 운항
  - 대한항공, 서울(인천)간 동계올림픽 전세편 운항
  - 코리아 익스프레스 에어, 무안 노선 신규취항
- 2019년
  - 플라이강원, 제주, 타이베이(타오위안) 노선 신규취항
  - 코리아 익스프레스 에어, 전 노선 운항중단

### 2020년대
- 2020년
  - 코리아 익스프레스 에어, 부산 노선 재취항
  - 티웨이항공, 광주, 부산 노선 신규취항
  - 플라이강원, 클라크 노선 신규취항
- 2021년
  - 티웨이항공, 광주, 부산 노선 단항
  - 플라이강원, 서울(김포), 대구 노선 재취항 및
- 2022년
  - 양양공항 국제선 운항재개[7]
  - 플라이강원, 도쿄(나리타)[8], 여수, 하노이[8], 호치민[8] 노선 신규 취항[9]
- 2023년
  - 플라이강원, 여수 노선 단항
  - 하이에어 양양-김포 노선 시험 운항 종료(2023.08.09~ 2023.08.31)
  - 에어로케이 양양-청주 노선 시험 운항 종료 (2023.08.11 ~ 2023.08.31)[10]

## 시설 규모
길이 2,500m × 폭 45m의 활주로 1본이 설치되어 있으며, 연간 항공기 이착륙 처리능력은 4만3천 회이다.
- 여객터미널은 연간 317만명의 여객을 처리할 수 있다. (국내선 207만명, 국제선 110만명)
- 45,250m2 면적의 계류장에는 에어버스 A300-600R급 항공기 4기가 동시에 주기할 수 있다.
- 항행안전시설 : 계기착륙시설(ILS), 무선표지(TVOR/DME), 항공등화, RVR (시정자동측정장치)
- 공항등급 : CAT-I (최저착륙시정 RVR 550m)

## 운항 노선

### 국제선
| 항공사 | 목적지 |
| ------ | ------ |

|  파라타항공 | 김포, 제주

### 국내선
| 항공사 | 목적지 |
| ------ | ------ |

## 이용객 추이
- 이 자료는 한국공항공사 항공통계[11]를 항목 별로 정리한 것이다. 한국공항공사는 항공통계에 에어택시의 실적을 포함시키지 않는다.

### 전체
| 연도       | 2002년  | 2003년  | 2004년  | 2005년  | 2006년 | 2007년 | 2008년 | 2009년 | 2010년  | 2011년  |
| ---------- | ------- | ------- | ------- | ------- | ------ | ------ | ------ | ------ | ------- | ------- |
| 운항(편수) | 3,128   | 2,629   | 1,523   | 737     | 1,059  | 932    | 155    | 0      | 134     | 72      |
| 여객 (명)  | 217,115 | 194,539 | 114,342 | 60,690  | 51,547 | 35,300 | 9,312  | 0      | 8,930   | 5,749   |
| 연도       | 2012년  | 2013년  | 2014년  | 2015년  | 2016년 | 2017년 | 2018년 | 2019년 | 2020년  | 2021년  |
| 운항(편수) | 198     | 304     | 1,454   | 889     | 621    | 179    | 342    | 435    | 2,542   | 2,377   |
| 여객 (명)  | 23,354  | 38,748  | 237,538 | 126,325 | 88,704 | 15,780 | 37,671 | 54,283 | 238,748 | 204,052 |
| 연도       | 2022년  |         |         |         |        |        |        |        |         |         |
| 운항(편수) | 2,981   |         |         |         |        |        |        |        |         |         |
| 여객 (명)  | 384,642 |         |         |         |        |        |        |        |         |         |

- 2002년 4월 2일에 개항하였으나, 이후 이용객이 지속적으로 감소하였다.
- 2008년 6월 9일에 대한항공이 철수하면서 유령 공항이 되었다.
- 2009년 8월에 소형항공운송사업자인 코리아 익스프레스 에어가 취항하면서 14개월 만에 공항 기능이 부활하였다.
- 2010년 7월에 코리아 익스프레스 에어가 철수하고, 소형항공운송사업자인 이스트아시아에어라인이 김해 노선을 운항하였다.
- 2018년 동계 올림픽 공식 공항으로 지정되었으나, 이용객 수 증가는 미미하였다.
- 2019년 11월 22일 저비용항공사 플라이 강원이 신규취항하여 공항 이용이 증가하였다.
- 플라이 강원이 폐업하면서 다시 유령공항이 되었다.
- 2025년 플라이 강원을 위니아가 인수하면서 파라타항공으로 이름을 바꾸어 재취항하였다.

### 국내선
| 연도       | 2002년  | 2003년  | 2004년  | 2005년 | 2006년 | 2007년 | 2008년 | 2009년 | 2010년  | 2011년  |
| ---------- | ------- | ------- | ------- | ------ | ------ | ------ | ------ | ------ | ------- | ------- |
| 운항(편수) | 3,050   | 2,500   | 1,480   | 656    | 1,018  | 914    | 132    | 0      | 0       | 0       |
| 여객 (명)  | 211,430 | 180,718 | 109,321 | 53,863 | 47,519 | 33,390 | 7,633  | 0      | 0       | 0       |
| 연도       | 2012년  | 2013년  | 2014년  | 2015년 | 2016년 | 2017년 | 2018년 | 2019년 | 2020년  | 2021년  |
| 운항(편수) | 0       | 10      | 355     | 139    | 15     | 0      | 7      | 174    | 2,388   | 2,377   |
| 여객 (명)  | 0       | 688     | 60,698  | 19,705 | 957    | 0      | 138    | 21,978 | 224,030 | 204,052 |
| 연도       | 2022년  |         |         |        |        |        |        |        |         |         |
| 운항(편수) | 2,637   |         |         |        |        |        |        |        |         |         |
| 여객 (명)  | 356,135 |         |         |        |        |        |        |        |         |         |

### 국제선
| 연도       | 2002년 | 2003년 | 2004년  | 2005년  | 2006년 | 2007년 | 2008년 | 2009년 | 2010년 | 2011년 |
| ---------- | ------ | ------ | ------- | ------- | ------ | ------ | ------ | ------ | ------ | ------ |
| 운항(편수) | 78     | 129    | 43      | 81      | 41     | 18     | 23     | 0      | 134    | 72     |
| 여객 (명)  | 5,685  | 13,821 | 5,021   | 6,827   | 4,028  | 1,910  | 1,679  | 0      | 8,930  | 5,749  |
| 연도       | 2012년 | 2013년 | 2014년  | 2015년  | 2016년 | 2017년 | 2018년 | 2019년 | 2020년 | 2021년 |
| 운항(편수) | 198    | 294    | 1,099   | 750     | 606    | 179    | 335    | 261    | 154    | 0      |
| 여객 (명)  | 23,354 | 38,060 | 176,840 | 106,620 | 87,747 | 15,780 | 37,533 | 32,305 | 14,718 | 0      |
| 연도       | 2022년 |        |         |         |        |        |        |        |        |        |
| 운항(편수) | 344    |        |         |         |        |        |        |        |        |        |
| 여객 (명)  | 28,507 |        |         |         |        |        |        |        |        |        |

## 이슈

### 적자 문제
- 2007년 기준 적자액은 105억 원, 항공운송실적은 2008년 여객 9,000명, 화물 64톤, 항공기 운항과 직접 관련되는 항공기 이동지역 전체 수익률은 1%, 청사 운영을 중심으로 하는 임대수익 및 공항이용료 등 공항의 영업관계 수익률 역시 4%로 전국의 공항 중 최하위를 기록했다.[12]

- 공항 부지는 본래 한국 전쟁 당시 유엔군 및 한국 공군의 임시 이착륙을 위한 활주로로 쓰였던 곳이다. 1986년에 영동권 관광산업 발전 및 교통편의 개선을 위하여 신 국제공항 건설을 추진하였고, 1997년 1월에 착공하여 2000년에 개항할 예정이었으, IMF사태 여파로 2년 지연되어 2002년 4월 2일에 개항했다. 건설 비용은 3,567억 원이었다.

- 강릉시와 속초시의 중간 지점을 잡았으나, 접근성 문제에 발목잡혀서 이용률이 낮다.

- 양양국제공항은 개항 직후인 2002년과 2003년 및 2014년을 제외하고는 사실상 유령 공항으로 운영되어 만성적이고 심각한 적자 상태를 유지하고 있으며, 2009년에 인천국제공항을 제외한 전국 공항을 대상으로 실시된 '지방공항 선진화 정책'의 4개 분야(공항의 효율성, 공익성, 안전성 및 편의성, 공항경쟁력 및 매각 가능성) 평가에서 모두 최하 점수를 기록하였다.

### 활성화 문제
- 개항초기 강원권 허브공항을 목표로 양양 ~ 김포, 김해 노선에 국내선 왕복 14편, 양양 ~ 상하이 노선에 국제선 정기편이 주 2편등 16편이 운항되었으나, 개항 직전인 2001년 11월 확장 개통된 영동고속도로의 영향으로 양양 ~ 김포 노선의 경우 30% 선에 머무는 저조한 탑승률을 기록하여 2002년 11월부터 아시아나항공은 양양 ~ 김포 편의 운항을 중지하고 대한항공은 운항 횟수를 감편하였다.
- 이후 지속적으로 혈세낭비란 지적을 받은 양양국제공항은 강원도 및 양양, 동해, 강릉, 속초 등 영동권 지자체들의 다양한 홍보 및 공항활성화 정책을 내놨지만, 영동권에서 공항까지 접근성 및 강원권 관광자원의 부족 등으로 탑승률이 나아지지 않자 2004년 7월에 결국 대한항공도 양양 ~ 김포 노선의 국내선 운항을 중지하였고,[13] 중국동방항공도 양양 ~ 상하이 국제선 정기노선을 중단하였다.
- 2006년에 제주항공이 장기적인 관점에서 북한 직항로 개설, 금강산 관광객 수용 등을 염두에 두고 같은 해 8월 7일부터 74인승 규모의 Q400 기종으로 1일 4회 왕복하는 양양 ~ 김포 노선을 운항하였지만, 평균 20%의 낮은 탑승률로 연간 20억원의 적자를 기록하자 2007년 7월에 운항을 중단하였다.[14]
- 2009년 8월부터 코리아 익스프레스 에어가 18인승 비치크래프트 항공기를 이용하여 김포 ~ 양양, 김해 ~ 양양 구간을 운행하였다.[15] 그러나, 1년 뒤인 2010년 8월에 코리아 익스프레스 에어가 국내선 사업을 종료하면서 단항되었다.
- 2010년 7월 16일부터 이스트아시아에어라인에서 양양 ~ 김해 구간을 19인승 소형항공기를 투입하여 1일 1왕복 운항하였다. 2011년 10월 1일부터 이를 양양 ~ 울산 구간으로 변경하여 운항하였으나 같은 해 12월 31일에 단항하였다.
- 부흥항공에서 2011년 8월부터 2012년 3월까지 A321 기종을 투입하여 양양 ~ 타이베이 구간을 운항하였다.
- 2018년 동계 올림픽 공식 공항으로 지정되었으나,[16] 이용객 수 증가는 미미하였다.

## 같이 보기
- 대한민국의 공항